# Wilhelm Lexis
Wilhelm Lexis (Eschweiler, 17 luglio 1837 – Gottinga, 24 agosto 1914) è stato un economista e statistico tedesco.

## Biografia
Contribuì notevolmente alla statistica teorica, alle scienze economiche, agli studi della popolazione e alla sociologia; gli si attribuisce inoltre l'invenzione di uno schema grafico per fenomeni demografici, che da lui prende il nome di diagramma di Lexis.
Nel 1859 si laurea all'Università di Bonn. Comincia con la matematica e la fisica. 
Dopo un breve periodo nei laboratori di Bunsen
si recò a Parigi a studiare scienze sociali. 
Nel 1872 insegna alla cattedra di economia di Strasburgo. 
Nel 1874 diventa professore di geografia, etnologia e statistica all'Università di Dorpat.
1876 professore di economia a Friburgo in Brisgovia e nel 1884 a Breslavia. Nel 1887 diventa professore di scienze politiche a Gottinga dove rimase fino alla sua morte nel 1914.
I più importanti contributi alla statistica avvennero tra il 1876 e il 1879.
Insoddisfatto dell'abituale accettazione acritica dell'ipotesi di omogeneità del campione
(ipotesi fatta spesso da Quételet e i suoi allievi)
Lexis descrive una statistica {\displaystyle Q} (detta oggi Indice di Lexis e usata in parte modificata)
per testare l'ipotesi e dimostrando così che spesso non è verificata.
{\displaystyle Q={\frac {\sum _{i=1}^{m}(p_{i}-\pi )^{2}/m}{\pi (1-\pi )/n}}}
{\displaystyle N=m\cdot n}
{\displaystyle \pi ={\frac {\sum _{ij}p_{ij}}{N}}}
{\textstyle p_{i}={\frac {\sum _{ij}X_{ij}}{n}}}
Con {\displaystyle X_{ij}} campioni indipendenti Bernoulliani con probabilità di successo {\displaystyle p_{ij}} dove ogni {\displaystyle i} di {\displaystyle X_{ij}} rappresenta un campione della sottopopolazione {\displaystyle i}.
La distribuzione teorica di {\textstyle D={\sqrt {\operatorname {E} (Q)}}} è
{\displaystyle <1} (dispersione subnormale) per {\displaystyle p_{ij}\equiv p_{j}} (poissoniana)
{\displaystyle =1} (normale) per {\displaystyle p_{ij}\equiv p} (bernoulliana)
{\displaystyle >1} (supernormale) per {\textstyle p_{ij}\equiv p_{i}} (lexiana)
Oggi si usa
{\displaystyle Q={\frac {\sum _{i=1}^{m}(p_{i}-\pi )^{2}/m}{\Pi (1-\Pi )/n}}}
dove
{\displaystyle \Pi ={\frac {\sum _{ij}X_{ij}}{N}}}
e (come prima)
{\displaystyle N=m\cdot n}
{\displaystyle \pi ={\frac {\sum _{ij}p_{ij}}{N}}}

## Scritti
- Einleitung in die Theorie der Bevölkerungsstatistik. Karl Trübner, Straßburg 1875 (Göttinger Digitalisierungszentrum[collegamento interrotto])
- Zur Theorie der Massenerscheinungen in der menschlichen Gesellschaft. Fr. Wagner'sche Buchhandlung,  Freiburg i. B. 1877 (Università di Dorpat)
- Abhandlungen zur Theorie der Bevölkerungs- und Moralstatistik. Gustav Fischer, Jena 1903 (Università di Dorpat)
- Allgemeine Volkswirtschaftslehre. B. G. Teubner, Berlin, Leipzig 1910 (Università di Dorpat)